# Борша
Борша (рум. Borșa) — місто в Румунії, у жудці Марамуреш, що є частиною Мараморощини. Населення міста становить 26 984 особи. Площа міста становить 424,12 км². Місто розташоване в гористій місцевості. Неподалік міста розташовано багато природоохоронних територій.
Перша згадка про місто датується 1365 роком. Місто розташоване в гористій місцевості. Завдяки цьому у місті активно розвивається туризм, особливо в зимовий період року. Неподалік міста розташовано багато природоохоронних територій.

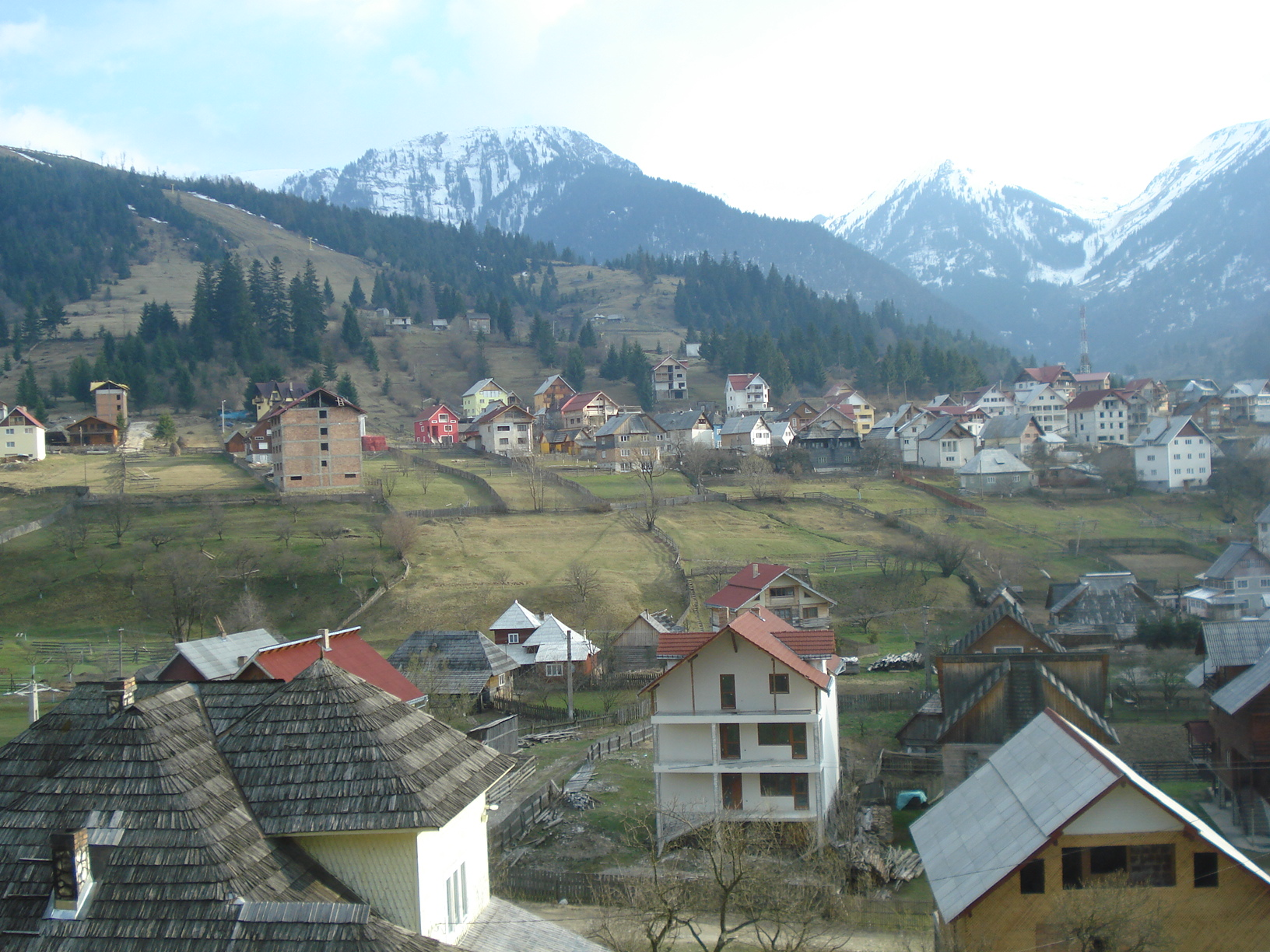
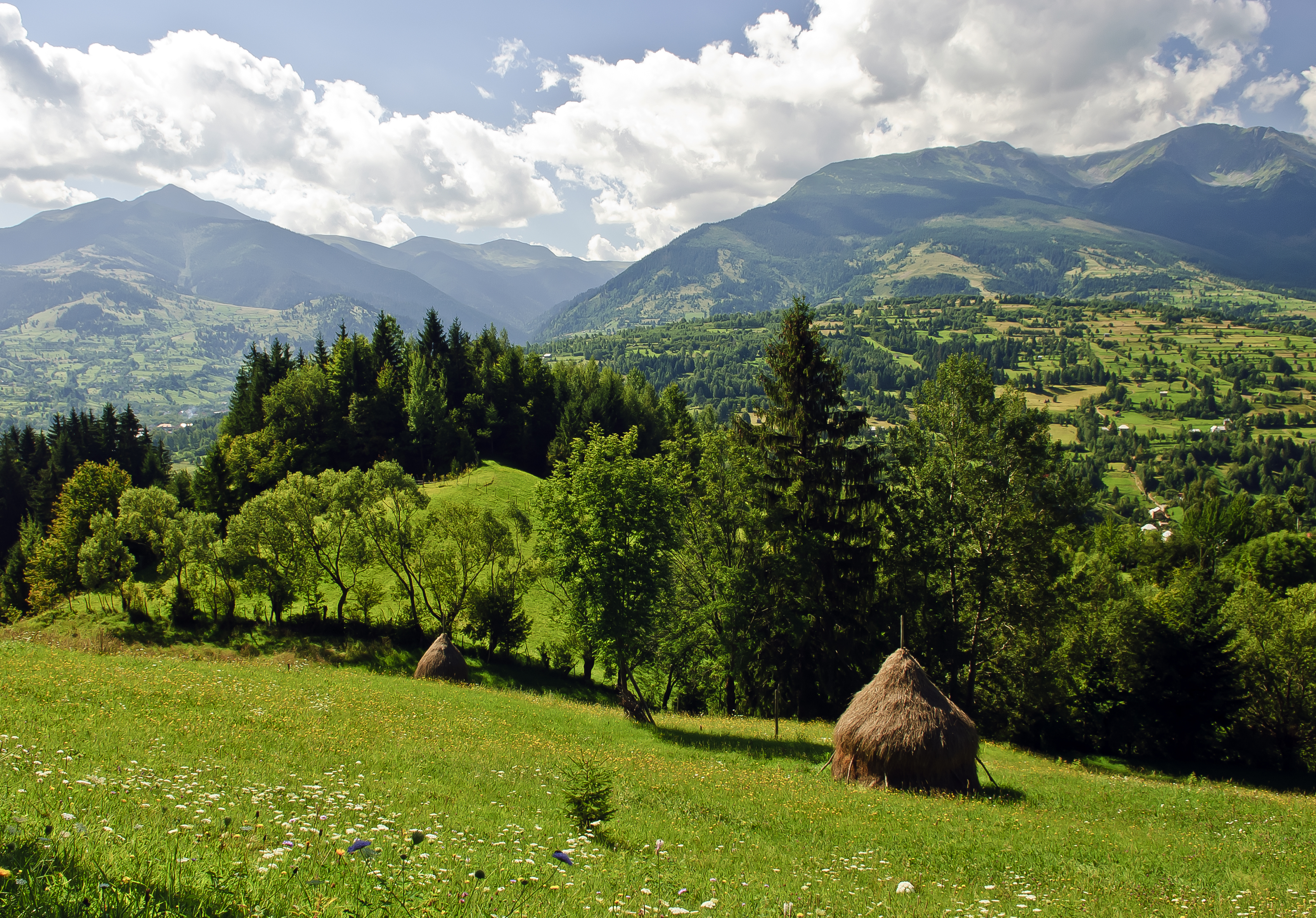
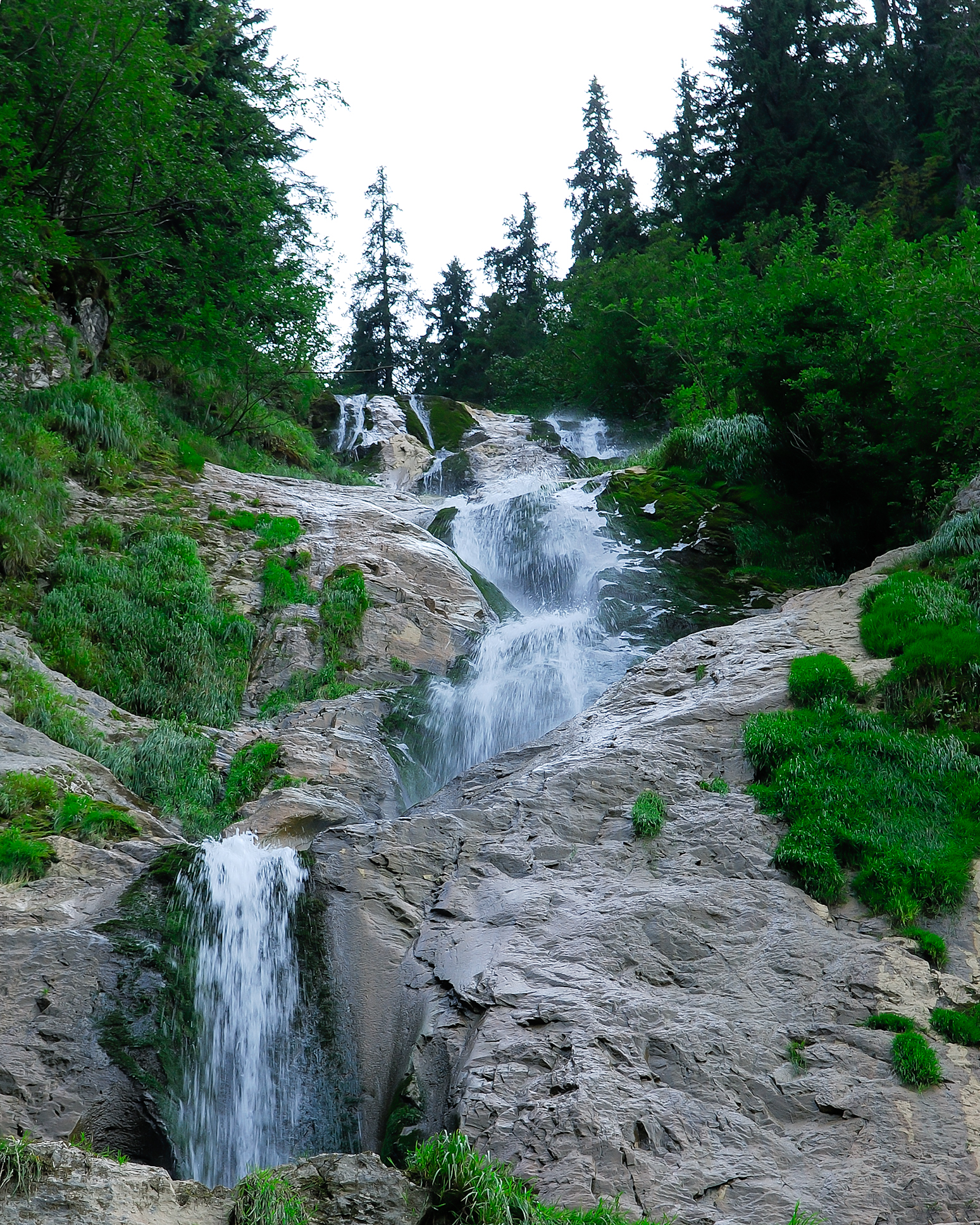
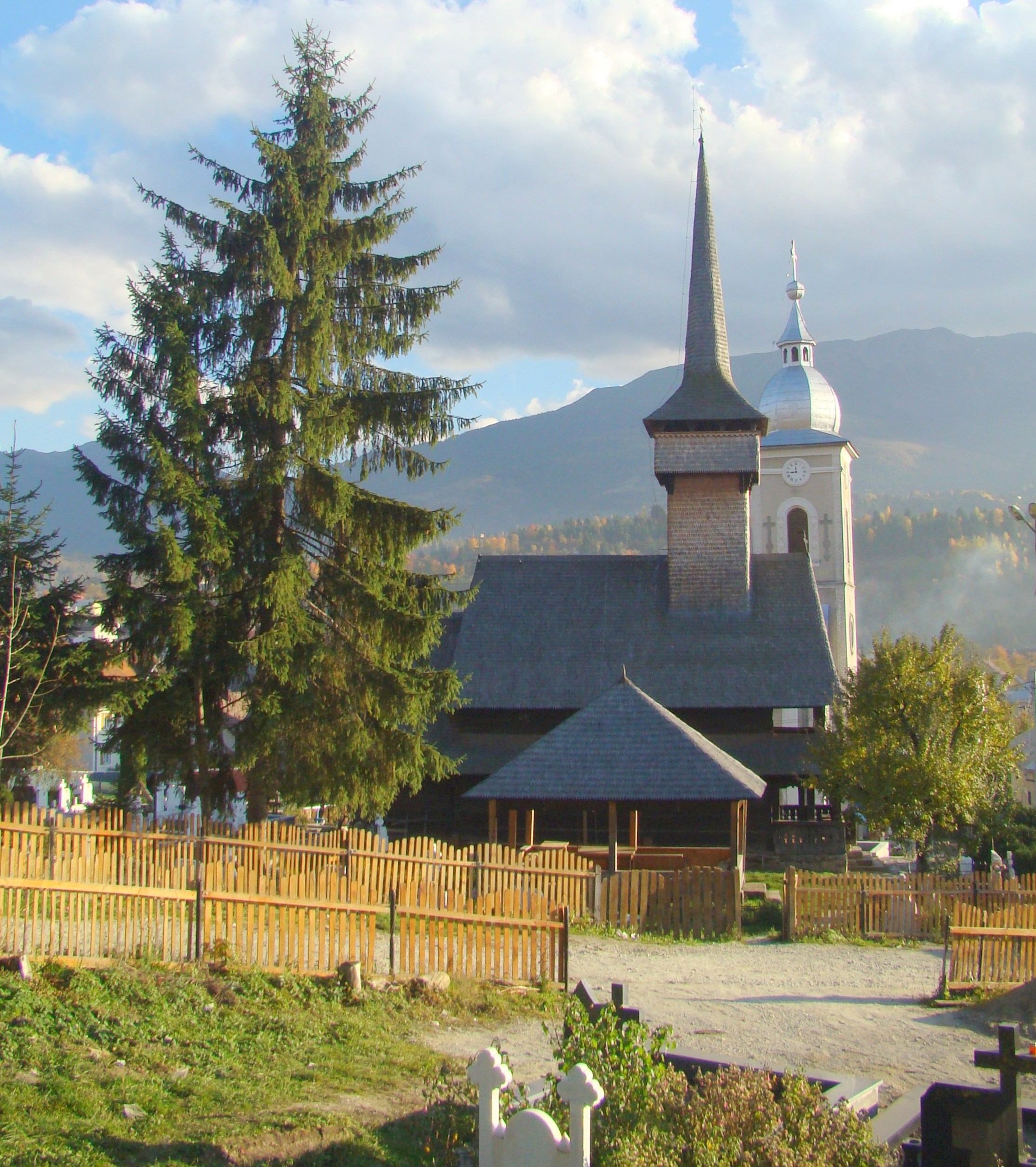
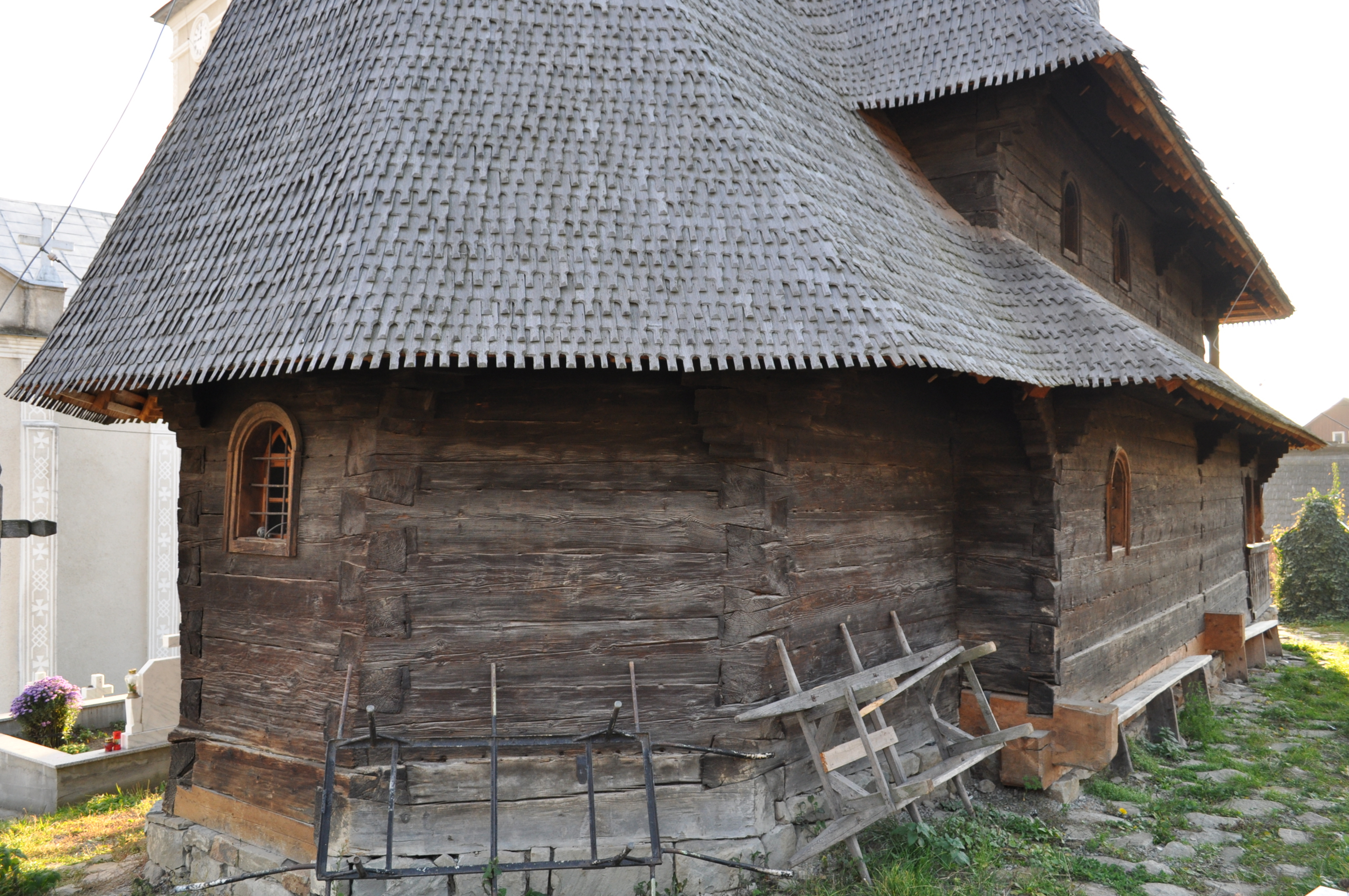
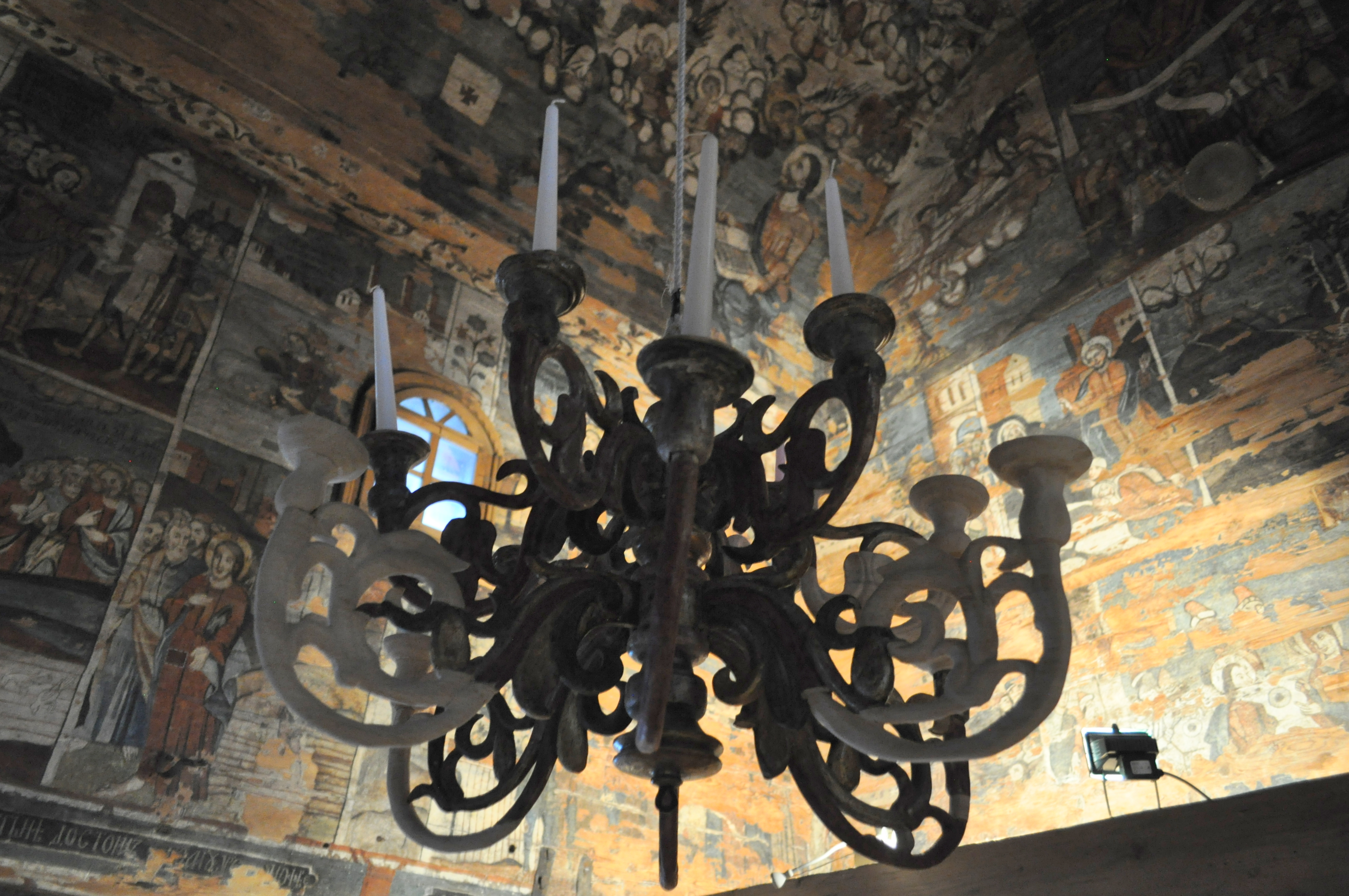
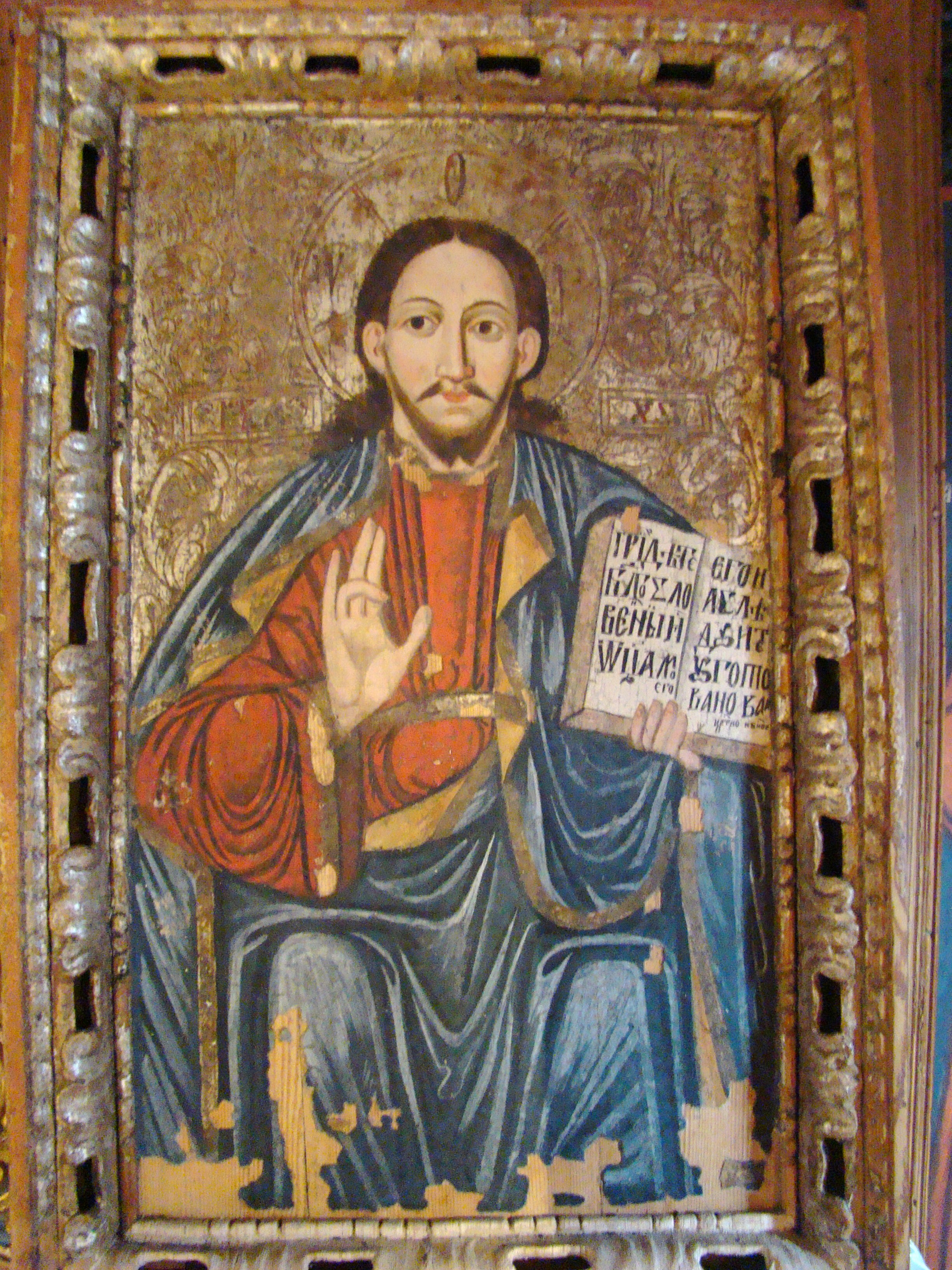

У місті бере початок річка Вішеу.